# سارة ألين
سارة ألين هي مهندسة وممثلة كندية، ولدت في 1980 في كندا.

## أعمال

### أفلام
- (2012) على الطريق[5]

### مسلسلات
- كونك إنسان

## وصلات خارجية
- سارة ألين على موقع IMDb (الإنجليزية)
- سارة ألين على موقع ألو سيني (الفرنسية)
- سارة ألين على موقع أول موفي (الإنجليزية)
- سارة ألين على موقع قاعدة بيانات الأفلام السويدية (السويدية)
- سارة ألين على موقع قاعدة بيانات الفيلم (الإنجليزية)
- سارة ألين على موقع كينوبويسك (الروسية)